# Monument Països Catalans (Tàrrega)
El Monument Països Catalans és una obra de Tàrrega (Urgell) inclosa en l'Inventari del Patrimoni Arquitectònic de Catalunya.

## Descripció
Monument erigit l'any 1981 en un extrem de la Pl. del Carme de Tàrrega, obra de l'escultor Andreu Alfaro. És d'un simbolisme i d'una abstracció extraordinària creada mitjançant rajos d'acer inoxidable en moviment. El monument és sostingut damunt d'un basament rectangular de formigó de dues escales. A sobre s'erigeixen quatre grups de barres allargassades molt estilitzades, les quals adopten un moviment ondulat que provoca perspectiva i una gran originalitat en les formes. El fet d'agrupar-se en quatre parts, alternant moviments i formes diverses, simbolitza les quatre barres que conté la senyera, la bandera de Catalunya, per això se li diu Monument als Països Catalans.